# PGC 2189444
LEDA/PGC 2189444 ist eine Galaxie im Sternbild Perseus am Nordsternhimmel. Sie ist schätzungsweise 1,4 Milliarden Lichtjahre von der Milchstraße entfernt und hat einen Durchmesser von etwa 155.000 Lichtjahren. Vom Sonnensystem aus entfernt sich das Objekt mit einer errechneten Radialgeschwindigkeit von näherungsweise 31.700 Kilometern pro Sekunde.

## Galaktisches Umfeld
| Nr. | Galaxie          | Alternativname            | Rek          | Dek          | Distanz/asec |
| --- | ---------------- | ------------------------- | ------------ | ------------ | ------------ |
| →   | LEDA/PGC 2189444 | 2MASX J02460517+4156127   | 02h46m05.19s | +41d56m13.0s | 0            |
| 1   | LEDA/PGC 2190794 | 2MASX J02454372+4200380   | 02h45m43.72s | +42d00m38.2s | 357.85       |
| 2   | LEDA/PGC 2187764 | 2MASX J02455424+4150228   | 02h45m54.25s | +41d50m22.9s | 370.45       |
| 3   | LEDA/PGC 2191151 | WISEA J024539.34+420146.3 | 02h45m39.40s | +42d01m46.4s | 440.80       |
| 4   | LEDA/PGC 10476   | UGC 2231                  | 02h46m05.33s | +42d06m05.7s | 593.21       |
| 5   | LEDA/PGC 10521   | CGCG 539-098              | 02h46m47.88s | +42d02m26.3s | 605.30       |
| 6   | LEDA/PGC 2190371 | 2MASX J02465699+4159154   | 02h46m56.99s | +41d59m15.5s | 606.16       |
| 7   | LEDA/PGC 2185910 | 2MASX J02454494+4143578   | 02h45m44.93s | +41d43m57.8s | 768.95       |
| 8   | LEDA/PGC 2192963 | 2MASX J02463408+4207513   | 02h46m34.10s | +42d07m51.4s | 768.98       |
| 9   | LEDA/PGC 2192678 | 2MASX J02464667+4206584   | 02h46m46.67s | +42d06m58.2s | 793.60       |
| 10  | LEDA/PGC 10401   | UGC 2215                  | 02h44m52.78s | +41d59m19.3s | 828.74       |
| 11  | LEDA/PGC 10535   | CGCG 539-099              | 02h46m58.38s | +41d46m33.5s | 830.01       |
| 12  | LEDA/PGC 10440   | UGC 2226                  | 02h45m36.30s | +42d09m27.3s | 857.21       |
| 13  | LEDA/PGC 10435   | CGCG 539-092              | 02h45m32.32s | +42d09m28.0s | 875.31       |
| 14  | LEDA/PGC 2185940 | WISEA J024512.76+414404.3 | 02h45m12.81s | +41d44m04.6s | 933.98       |
| 15  | LEDA/PGC 2193800 | 2MASX J02463578+4210453   | 02h46m35.76s | +42d10m45.4s | 936.64       |